# Odyssey Number Five
Odyssey Number Five è il quarto album in studio del gruppo musicale australiano Powderfinger, pubblicato nel 2000.

## Tracce
1. Waiting for the Sun – 3:54
2. My Happiness – 4:36
3. The Metre – 4:33
4. Like a Dog – 4:20
5. Odyssey #5 – 1:44
6. Up & Down & Back Again – 4:24
7. My Kind of Scene – 4:37
8. These Days – 4:58
9. We Should Be Together Now – 3:42
10. Thrilloilogy – 6:10
11. Whatever Makes You Happy – 2:28
12. Nature Boy (UK Release) – 3:37

## Formazione
- Bernard Fanning – chitarra, voce
- Darren Middleton – chitarra, cori
- John Collins – basso
- Ian Haug – chitarra
- Jon Coghill – batteria, percussioni

## Premi
- ARIA Awards
  - 2001: "Album of the Year", "Highest Selling Album", "Best Rock Album", "Best Cover Art", "Best Group", "Single of the Year" (My Happiness)